# Wuhle
Die Wuhle ist ein kleiner Fluss in Brandenburg und Berlin. Wie auch die Panke ist sie ein rechter Nebenfluss der Spree. Sie entspringt auf der Grundmoränenhochfläche des Barnim bei Ahrensfelde, nahe der Stadtgrenze von Berlin. In ihrem Lauf folgt sie weitgehend einer glazialen Rinne.
Die Wuhle hat eine Länge von rund 16,5 Kilometern, von denen sie 15,2 Kilometer auf Berliner Stadtgebiet durchfließt. Ihr Einzugsgebiet beträgt ungefähr 144 km², davon 56,8 km² innerhalb der Stadtgrenzen Berlins.

## Name
Der Name erscheint erstmals in dem Flurnamen Wuhlheide (1559 „auf der Wulischen Heide“, 1577 „uff der wolwische Heide“). Als Gewässername wurde er erst 1704 („in die Wuhle“, „Wuhlgraben“, „Wuhlfließ“) schriftlich erwähnt. Die Namensherkunft stammt aus dem Slawischen und leitet sich vom Wort *vol für „Ochse“ ab.

## Geografie

### Quellgebiet
Die Wuhle entspringt auf einer Höhe von etwa 61 m ü. NN auf der Hochfläche des Barnim in einem kleinen Waldgebiet zwischen den Ahrensfelder Ortsteilen Neu Lindenberg und Ahrensfelde. Die Quelle liegt dabei nordöstlich des Ostkirchhofs Ahrensfelde, 150 Meter östlich des Neuen Schwanebecker Weges und 1800 Meter nördlich des Bahnhofs Ahrensfelde Friedhof. Heute wird dem Wuhlegraben von Norden zusätzliches Wasser aus einem Regenrückhaltebecken zugeführt, das noch vor der eigentlichen Quelle im nördlichsten Teil des Waldstücks für das Gelände der Bundespolizei (früher: Bundesgrenzschutz) an der Bundesgrenzschutzallee angelegt wurde.
Der von der Quelle südliche Verlauf des Wuhle-Grabens durchquert das große, teilweise waldartige Friedhofsgelände des Ostkirchhofs und nimmt dabei zwei weitere kleine Zuflüsse auf. Einer dieser Gräben kommt aus Richtung des westlichen Märchenwaldes, der andere von Osten aus Richtung der Bahnlinie Berlin–Werneuchen (Wriezener Bahn). Nach dem westlichen Passieren der sogenannten „Hauptachse“ des Friedhofs, einer geradlinigen Allee, die zur Kapelle des Kirchhofs führt, unterquert die Wuhle etwa 200 Meter verrohrt die Eingangsgebäude des Ostkirchhofs Ahrensfelde sowie die Bahnlinie. Ab der Bahnstraße östlich des Bahnhofs Ahrensfelde-Friedhof zeigt sich der Flussverlauf wieder offen.

### Verlauf
Die Wuhle fließt nun in südöstlicher Richtung durch das Wohngebiet „Ahrensfelder Dreieck“, das in den 1990er Jahren entstand und durch Einfamilien- und Reihenhäuser geprägt ist. Hier wurden zwei Straßen nach dem Flusslauf benannt, Wuhlesteg und Am Wuhlegrund, die beide an die Wuhle grenzen. Durch die Regenentwässerung der Siedlung in den Fluss führt dieser nun bereits deutlich mehr Wasser.

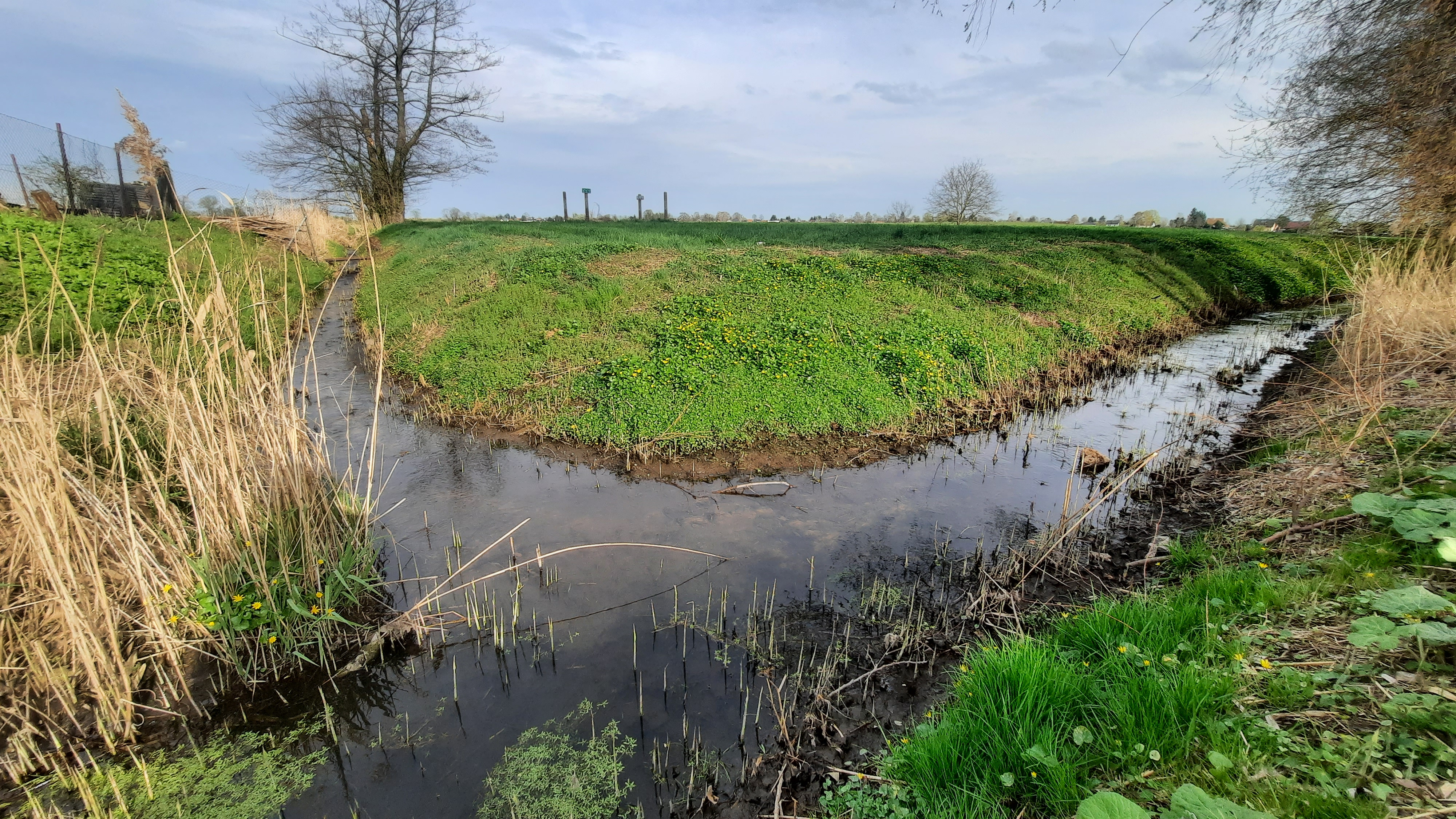
Zusammenfluss von Wuhle und Wuhlgraben

Von der Quelle bis zur Unterquerung der Bahnlinie führt die Wuhle nur noch selten Wasser; meist sind die Gräben trocken. Ab der Bahnstraße ist der Lauf der Wuhle bewässert, vermittelt jedoch den Eindruck eines stehenden Gewässers bis zur Bundesstraße 158. Mit Unterquerung der B 158 – der Dorfstraße – fließt die Wuhle nun sichtbar. Rund 500 Meter weiter, südlich des alten Dorfes, fließt der von Nordosten kommende Wuhlgraben in die Wuhle. Dieser entspringt auf dem Gebiet des Ahrensfelder Ortsteils Blumberg westlich der Mehrower Straße, etwa auf halber Strecke zwischen Blumberg und Mehrow.

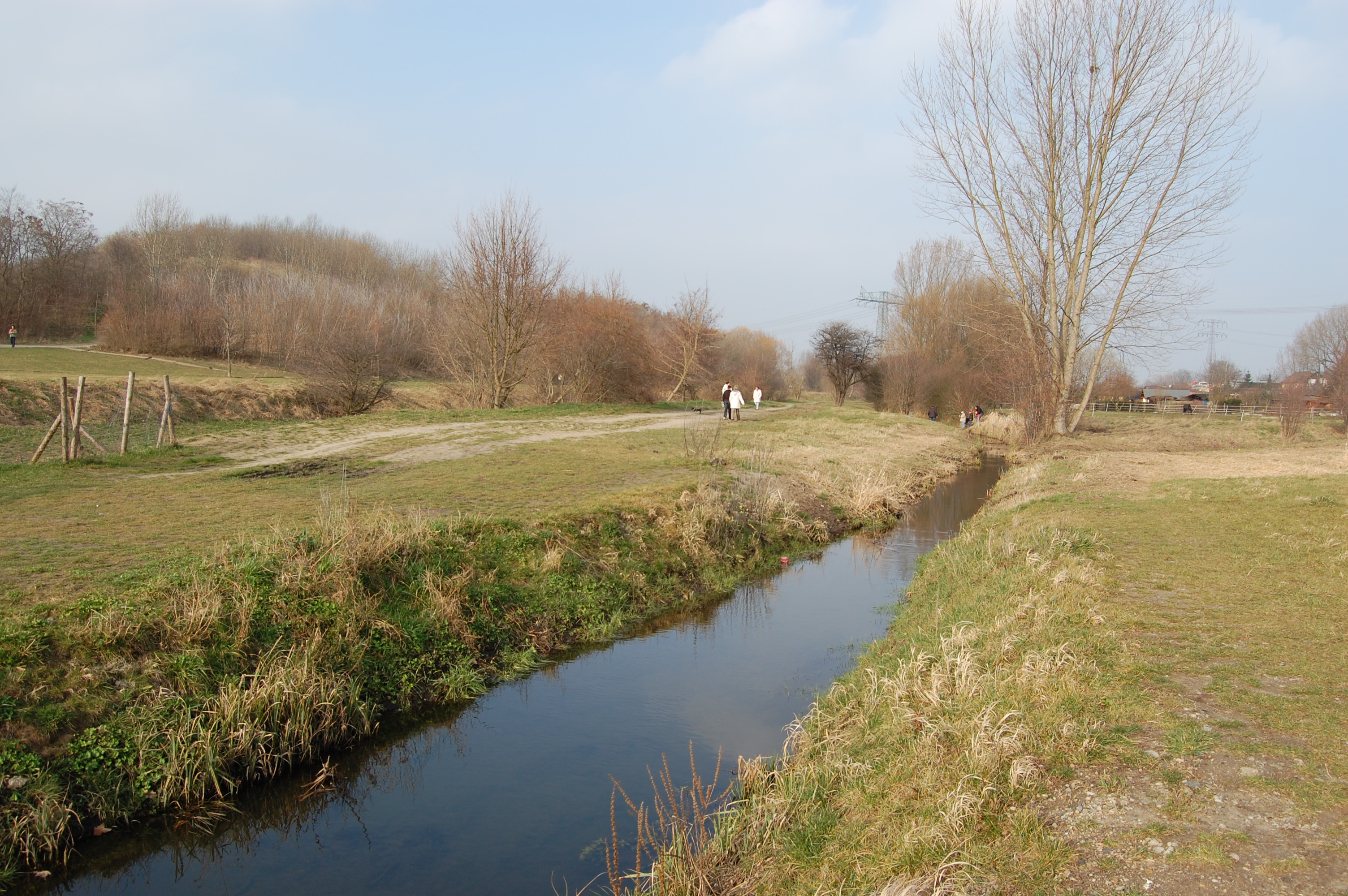
Die Wuhle vor der Einmündung der Neuen Wuhle

Ungefähr 200 Meter unterhalb der Mündung des Wuhlgrabens erreicht die Wuhle das Stadtgebiet von Berlin. Vom Grenzweg des Ahrensfelder Ortsteils Eiche bis zur Landsberger Allee bzw. Landsberger Chaussee bildet sie die Landesgrenze zwischen Berlin und Brandenburg, hier zwischen Marzahn im Bezirk Marzahn-Hellersdorf im Westen und dem östlichen Eiche, dem südlichsten Ortsteil von Ahrensfelde. In Eiche begleiten mehrere Kleingartenanlagen den Flusslauf bis zur Landsberger Chaussee, unterbrochen von zwei weiteren, von Osten kommenden kleineren Gräben.

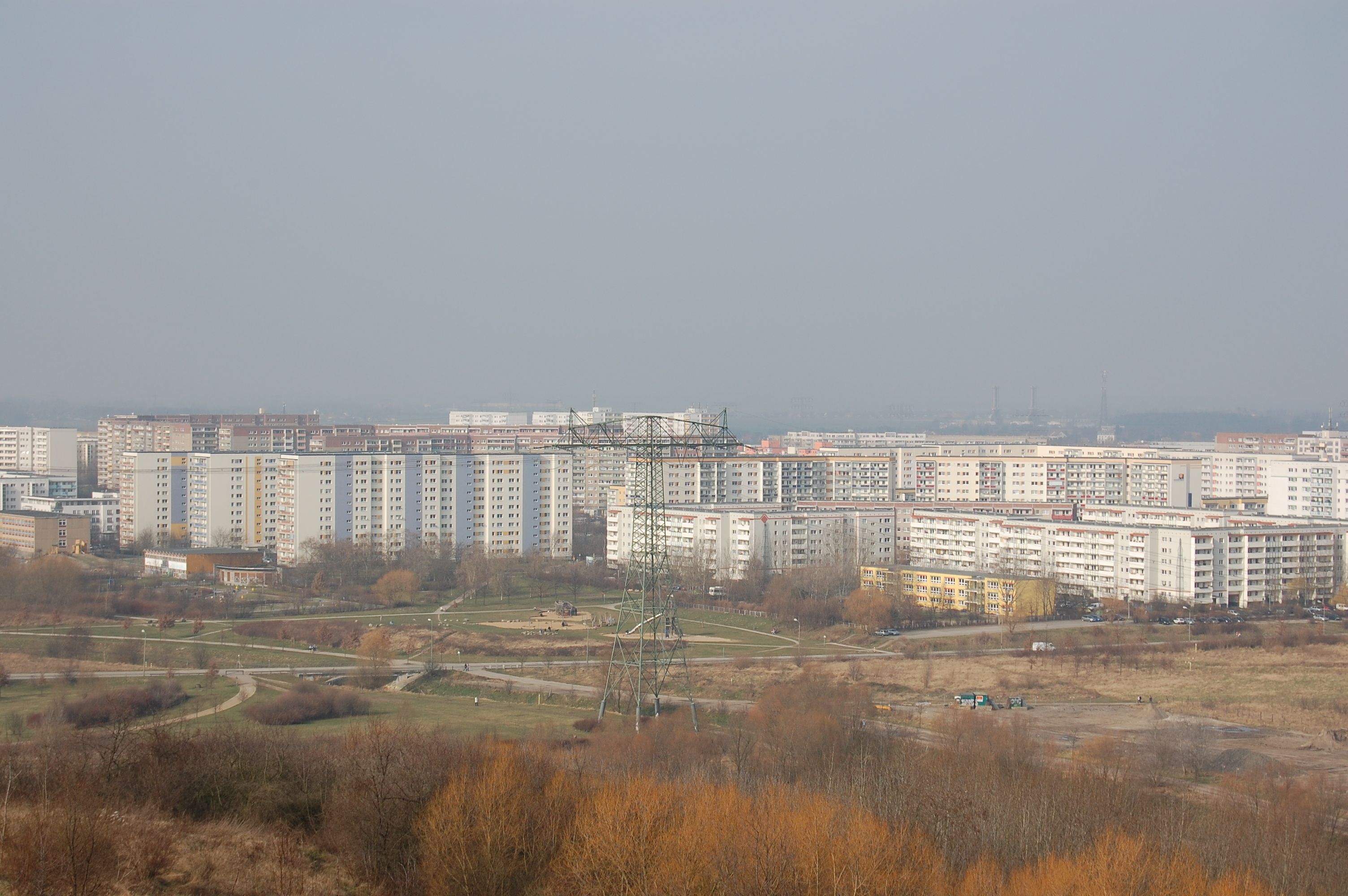
Neue Wuhle vor den Wohnblöcken von Marzahn-Nord

Auf der Berliner Seite befindet sich der Landschaftspark Wuhletal, der die durch künstliche Aufschüttungen gestalteten Ahrensfelder Berge umfasst. Wichtig für den Flusslauf ist an dieser Stelle das Zusammenfließen der Wuhle mit der Neuen Wuhle, einer Verlängerung des aus Richtung Falkenberg von Westen kommenden Seelgrabens. Die Neue Wuhle wurde Ende der 1980er Jahre als Klärwerksableiter des 2003 wegen mangelnder Klärwirkung stillgelegten Klärwerks Falkenberg gebaut. Die Vereinigung beider Fließgewässer erfolgt kurz vor der Landsberger Allee auf einer Höhe von etwa 48 m ü. NN, bevor der Fluss unter der Nikolai-Bersarin-Brücke die genannte Straße unterquert und ab jetzt vollständig auf Berliner Gebiet bis zur Mündung weiterfließt.
Die jetzt vollständig im Berliner Bezirk Marzahn-Hellersdorf fließende Wuhle bleibt auch hier ein Grenzfluss. Sie trennt die Ortsteile Hellersdorf und Kaulsdorf im Osten von Marzahn und Biesdorf im Westen. Dabei reichen die Stadtsiedlungen östlich des Flusses fast an diesen heran, während im Westen ein ausgedehnter Grünzug den natürlichen Lauf der Wuhle unterstreicht. Südlich der Eisenacher Straße befinden sich am westlichen Ufer die Gärten der Welt mit diversen unterschiedlichen Gartenformen. Südlich an den Park grenzt der 102 m ü. NN hohe Kienberg an. An seiner südlichen Flanke befindet sich der Wuhleteich, zu dem ein Wasserarm vom chinesischen Garten des wiedergewonnenen Mondes im Westen der Gärten der Welt fließt. Der Park bildet gleichzeitig die Grenze zwischen Marzahn im Norden und Biesdorf im Süden. Auf der östlichen Seite der Wuhle befindet sich auf dem Gebiet von Hellersdorf der Jelena-Šantić-Friedenspark.
Hinter dem Wuhleteich zieht sich, durch die Brücke der Cecilienstraße unterbrochen, ein etwa 150 Meter breiter Auwald westlich entlang der Wuhle bis zur Altentreptower Straße am S- und U-Bahnhof Wuhletal. An der Ostseite, im Ortsteil Hellersdorf, folgen eine Kleingartenanlage (KGA ‚Teterower Ring‘), ein Großsiedlungsgebiet (Kummerower Ring), Sportplätze und drei Klärteiche. Die Altentreptower Straße bildet auf der östlichen Seite der Wuhle die Grenze zwischen den Ortsteilen Hellersdorf und dem südlich anschließenden Kaulsdorf. Der Flusslauf beschreibt nun bedingt durch die Biesdorfer Höhe einen kleinen Bogen in östliche Richtung. Auf der 82 m ü. NN hohen Erhebung wurde in der Vergangenheit Müll abgelagert. Anschließend gestaltete man sie in einen Park um. Der gesamte Abschnitt westlich der Wuhle vom Kienberg bis zur Biesdorfer Höhe wird auch als Landschaftspark Wuhletal bezeichnet.

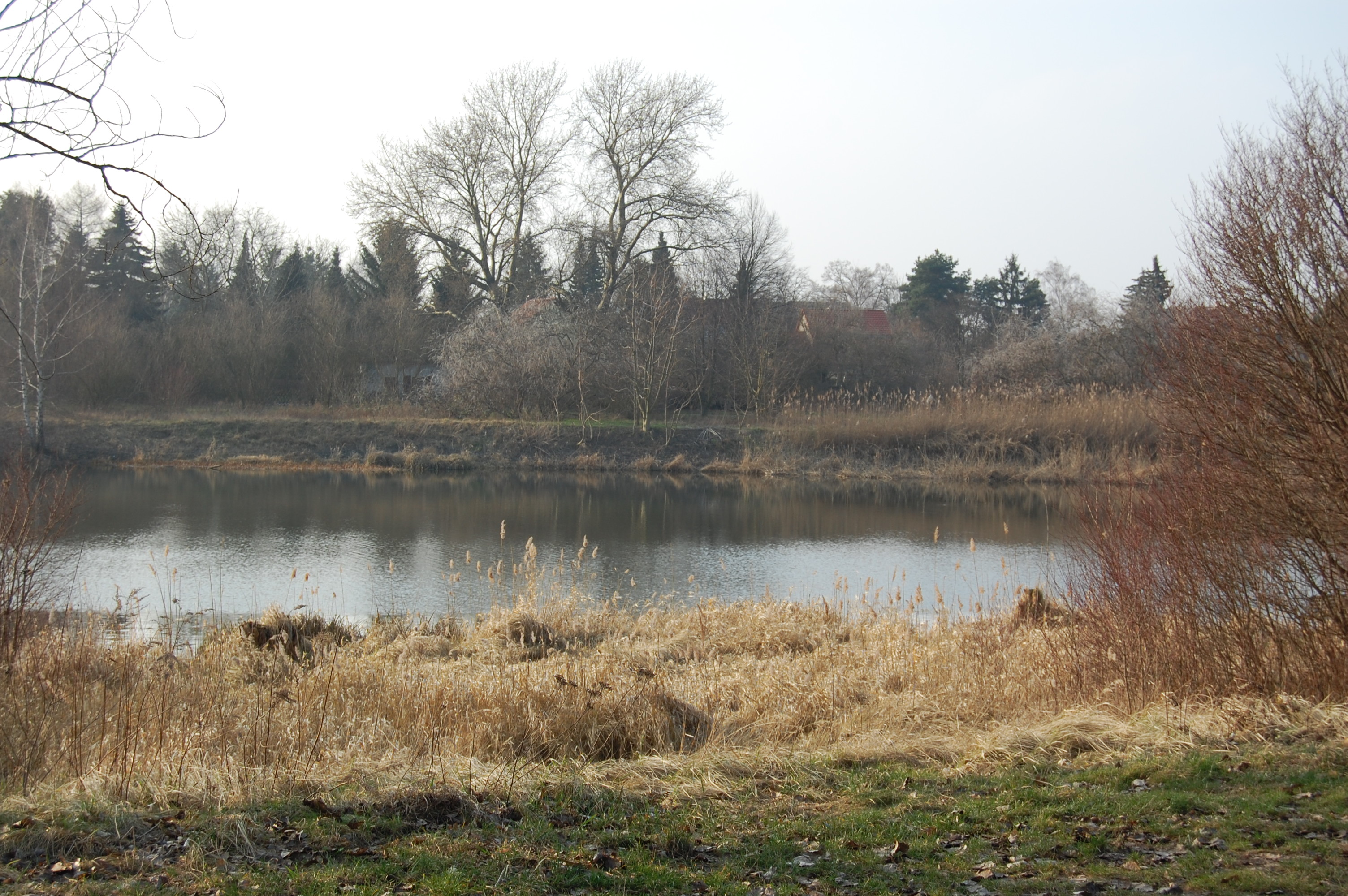
Wuhlebecken

Nach Unterquerung der auf gemeinsamer Trasse führenden Bundesstraßen B 1/B 5, westlich als Alt-Biesdorf, östlich Alt-Kaulsdorf benannt, fließt die Wuhle erst nach Westen und dann, nach Süden schwenkend, wieder auf ihre alte Fließachse zurück. Nach Passieren der Kleingartenanlage „Neues Leben“ erreicht sie die Einfamilienhaussiedlungen von Kaulsdorf und Biesdorf. Hinter der Brücke der Heesestraße/Heerstraße erweitert sich der Flusslauf kurzzeitig zur teichartigen Wuhleblase. Weitere 800 Meter südlich erreicht sie das Wuhlebecken (auch Wuhlesee genannt), ein 110 Meter breites und 520 Meter langes künstlich angelegtes Wasserbecken, das der Grundwasserabsenkung und der Entschlammung der Wuhle diente. Seit Ende der 1980er Jahre wird der Flusslauf in einem Nebenarm westlich um den See geleitet. Durch zwei Stauwehre im Norden und Süden besteht eine Verbindung zur Wuhle.
Hinter der Fußgängerbrücke an der Bismarcksfelder Straße endet die Wuhle als Grenzfluss zwischen Kaulsdorf-Süd und Biesdorf-Süd und tritt vollständig auf das Gebiet von Köpenick im Bezirk Treptow-Köpenick über. Dabei tangiert sie an der Hoppendorfer Straße kurz die nach ihr benannte Wuhlheide am westlichen Flussufer, bevor sie auf Höhe des ebenfalls westlich liegenden „Technologiezentrums Innovationspark Wuhlheide“ von ihrer bisherigen Südausrichtung nach Südosten schwenkt. An der Nordostseite des Flusses gehen die bisherigen Einfamilienhaus-Siedlungen an der Straße D 18 in Wohnblöcke aus den 1920er Jahren über. Etwa 300 Meter westlich des S-Bahnhofs Berlin-Köpenick durchfließt die Wuhle die Brücken der Straße Am Bahndamm und den Damm der Niederschlesisch-Märkischen Eisenbahn, auch Frankfurter Bahn genannt. Hinter der Bahnbrücke ändert sich der Flusslauf erneut, diesmal in Richtung Südwesten.

### Mündung

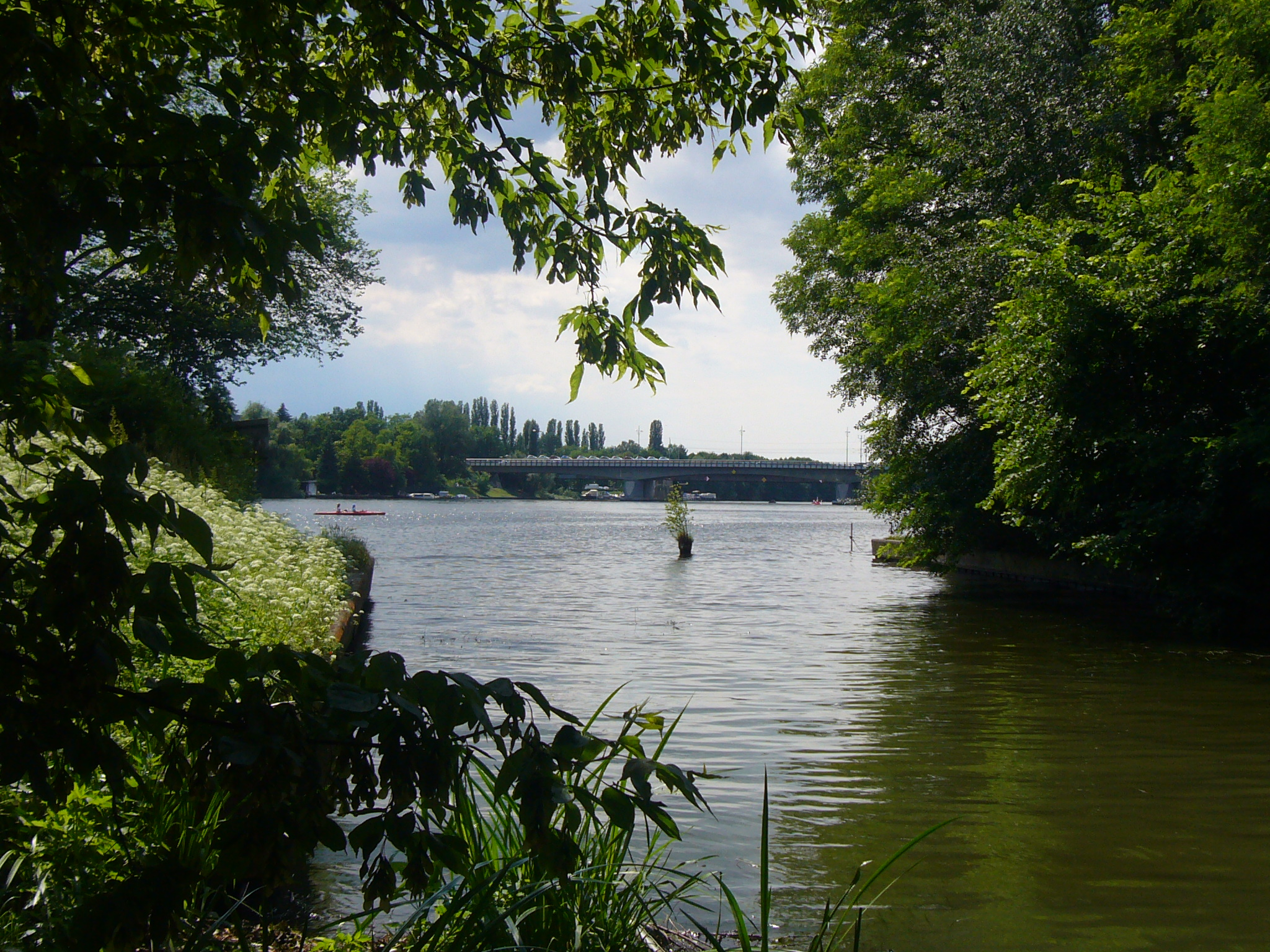
Wuhlemündung in die Spree in Berlin-Köpenick

Während sich am Ost- und Südostufer der Wuhle neben Wohnblöcken auch Kleingärten befinden, beginnen an der Nordwestseite ab der Schinderbrücke an der Hämmerlingstraße ausgedehnte Sportanlagen, die sich bis zur Mündung des Flusses hinziehen. Sie gehören dem Köpenicker Fußballverein 1. FC Union Berlin, dessen Stadion An der Alten Försterei sich unmittelbar neben der Wuhle befindet. Die Wuhle passiert nun die Pyramidenbrücke, die letzte Brücke vor der Flussmündung. Über sie führt die Lindenstraße, eine Hauptverkehrsstraße Köpenicks, die Alt-Köpenick mit Oberschöneweide verbindet. Ab dieser Brücke trennt der Wuhlelauf die letzten 100 Meter bis zur Spree die Ortsteile Köpenick im Südosten und Oberschöneweide im Nordwesten. Nach rund 16,5 Kilometern mündet die Wuhle gegenüber von Spindlersfeld in die Spree.

## Probleme
In den Sommermonaten hat die Wuhle immer wieder Probleme mit dem eigenen Wasserhaushalt. In den 2010er Jahren haben sich diese Probleme weiter verschärft. In einigen Abschnitten, vor allem zwischen Quelle und Wuhlebecken, sind viele Bereiche nahezu vollständig ausgetrocknet. Neben der Trockenheit und der Schließung des Klärwerks in Falkenberg haben möglicherweise auch die Bauarbeiten für die IGA 2017 negative Auswirkungen auf die Wuhle gehabt.

## Sonstiges
Das Wappen des 2001 neu gebildeten Berliner Bezirks Marzahn-Hellersdorf enthält die Wuhle symbolisch als silbernen Wellenbalken. Eine Zeit lang wurde Wuhletal als Bezeichnung für den gebildeten Großbezirk diskutiert.